# Lena Arnoldt

Lena Arnoldt, 2021

Lena Arnoldt (* 16. September 1982 in Eschwege) ist eine deutsche Politikerin (CDU) und seit 2014 Abgeordnete des Hessischen Landtags.

## Leben und Beruf
Lena Arnoldt machte im Jahr 2002 ihr Abitur am Beruflichen Gymnasium in Eschwege. Die anschließende Ausbildung zur Steuerfachangestellten bei der Sozietät Warken & Partner schloss sie 2005 ab. Ihr Studium der Betriebswirtschaftslehre an der Georg-August-Universität Göttingen hat sie 2009 mit dem Bachelor of Science in Economics abgeschlossen.
Von Mai 2009 bis September 2010 arbeitete Arnoldt als Prüfungsassistentin bei der Wirtschaftsprüfungsgesellschaft Treugeno GmbH in Kassel und wechselte im Anschluss in die im gleichen Ort ansässige Wirtschaftsprüfungsgesellschaft Strecker, Berger + Partner GmbH, bei der sie bis Januar 2014 tätig war.
Lena Arnoldt ist Mutter von einem Kind.

## Politik
Seit 2006 ist Arnoldt Abgeordnete des Kreistages des Werra-Meißner-Kreises; sie war Spitzenkandidatin der CDU Werra-Meißner für die Kommunalwahl am 6. März 2016. Von 2016 bis 2020 war sie die Kreisvorsitzende der CDU Werra-Meißner. Arnoldt war in der Jungen Union in führenden Positionen aktiv, unter anderem als stellvertretende Landesvorsitzende der Jungen Union Hessen und als Mitglied im Bezirksvorstand der Jungen Union Nordhessen. Im Wahljahr 2013 leitete sie außerdem die Wahlkampfkommission der Jungen Union Hessen und war Mitglied der Programmkommission der CDU Hessen.
Am 18. Januar 2014 wurde Arnoldt als Nachrückerin für Mark Weinmeister Mitglied des Hessischen Landtages. Bei der Landtagswahl 2018 kandidierte sie als Direktkandidatin der CDU im Wahlkreis Rotenburg und wurde als Abgeordnete in den Hessischen Landtag gewählt. In der 20. Wahlperiode war Arnoldt Mitglied im Haushaltsausschuss, im Ausschuss für Umwelt, Klimaschutz, Landwirtschaft und Verbraucherschutz sowie im Unterausschuss für Finanzcontrolling und Verwaltungssteuerung. In der CDU-Fraktion im Landtag war sie stellvertretende Vorsitzende, Sprecherin im Ausschuss für Umwelt, Klimaschutz, Landwirtschaft und Verbraucherschutz sowie fachpolitische Sprecherin ihrer Fraktion für Gentechnologie, Landwirtschaftspolitik und Tierschutz.
Bei der Landtagswahl 2023 konnte Arnoldt ihr Direktmandat im Wahlkreis Rotenburg mit großem Vorsprung verteidigen. Sie erhielt 15.981 Stimmen (37,6 Prozent). In der 21. Wahlperiode ist Lena Arnoldt fachpolitische Sprecherin ihrer Fraktion für Landwirtschaftspolitik, Gentechnologie und Steuerpolitik, stellvertretende Fraktionsvorsitzende und Mitglied im Haushaltsausschuss sowie im Ausschuss für Landwirtschaft und Umwelt.
Auf dem Landesparteitag am 22. Juni 2024 wurde sie zur stellvertretenden Landesvorsitzenden der CDU Hessen gewählt.